# Flamboir
Pour les articles homonymes, voir Capucin.

Un flamboir (encore appelé flambadou, coqueron, cocuron ou capucin) est un ustensile de cuisine servant à faire fondre du lard sur des pièces de viande cuites à la broche et leur donner un goût de graisse flambée. 
Composé d'une longue tige (indispensable pour se préserver de la chaleur intense du foyer) soutenant un cône percé à son extrémité, il est au préalable chauffé « à blanc » dans les braises, ce qui permet au lard de s'enflammer et de s'écouler rapidement sur la viande, lui donnant un goût fumé.
Il est utilisé dans les cuisines en France depuis le Moyen Âge. S'il est aujourd'hui absent de certaines régions, il est parvenu jusqu'à aujourd'hui dans quelques régions de l'Occitanie, en particulier dans l'Aveyron, où il se nomme flambadou (graphie francisée de l'occitan flambador) ou parfois coqueron ou cocuron.
Ses anciennes versions sont en fer forgé ou en fonte. Des versions modernes en acier sont aussi commercialisées.
Cet instrument traditionnel a donné son nom à plusieurs restaurants proposant des grillades. Il est utilisé par un chef étoilé suédois Niklas Ekstedt (en), qui propose des recettes toutes exécutées sur un feu ouvert.